# Landgoed Slichtenhorst
Landgoed Slichtenhorst is een landgoed van 350 hectare tussen Nijkerk en Driedorp in de Nederlandse provincie Gelderland. Het landgoed wordt begrensd door de Barneveldseweg, Koperweg, Vossenweg en de Blokhuizersteeg. 
De naam werd in 1380 geschreven als Sluenhorst, in 1434 vermeld als Slichterhorst. Na 1500 wordt het ook geschreven als Sligtenhorst (1509), Slichtenhorst (1534), Slechtenhorst (1830-1855) en in 1840 als Sligtenhorst.
Slichtenhorst is een samenstelling van slicht (effen, vlak) + horst (begroeide hoogte).
In 1840 telde de buurtschap Slichtenhorst 48 huizen met 423 inwoners. Het goed ligt op de grens van het Slagenlandschap en Kampenlandschap en bestaat uit bossen en landerijen met agrarische bedrijven en een wijngaard. Het grondgebied van de buurtschap is aangemerkt als waardevol en wordt beschermd tegen bebouwing.

## Duitse Kloosters
De bebouwing bestaande uit oude hoeven potstallen, schaapskooien, essen en tiendbomen staat vooral langs de Slichtenhorsterweg. Deze  loopt over een langgerekte dekzandrug tussen eens de Kruishaarsche Heide en het moerassige gebied van de Bunt. Vanaf de negende eeuw tot begin 1800 waren veel boerderijen en grond in de omgeving van Nijkerk eigendom van de Duitse kloosters Werden, Elten en klooster Abdinghof bij Paderborn. Het gebied dat nu Landgoed Slichtenhorst heet, viel onder het klooster Paderborn. Doordat de landeigenaren door familierelaties nauwe banden hadden met de kloosters lieten ze hun landerijen vaak na aan de Duitse abdijen. Het kwam ook voor dat kinderen van landeigenaren in dienst traden van de kloosters en daarbij hun erfdeel meenamen.
De toezichthoudende rentmeesters inden de pacht namens de kloosterorde. Kloosterboerderijen droegen vaak dezelfde naam met toevoeging 'groot' of 'klein'. 'Klein' was belasting verschuldigd aan 'groot' en 'groot' was op zijn beurt weer belasting schuldig aan het klooster. Kloosters hadden als grootgrondbezitters volgens het tiendrecht recht op een tiende deel van de oogst. Een deel van de tienden ging naar de hertogen van Gelre, die als tegenprestatie zorgden voor bescherming van de eigendommen van de kloosters. Door samenwerking tussen de hertogen van Gelre en de kloosters heeft deze situatie lang standgehouden. 
Op de grens van de landerijen werden tiendbomen geplant. De door het gebied meanderende Breede Beek ontspringt in natuurgebiedje De Bunt, in de buurt van hoeve Ehrental. De Breede Beek, ook wel Slichtenhorsterbeek genoemd, leverde naast water voor de boerderijen ook water voor de stad Nijkerk.

## Na de Franse Tijd
Nadat in 1811 tijdens de Franse bezetting alle kerkelijke goederen verbeurd waren verklaard, werden deze goederen verkocht aan particulieren. Meerdere landerijen en bossen werden gekocht door de familie Van Goldstein. Later kwam het 'goed' door vererving kwam aan de familie Van Pallandt. Het landgoed Slichtenhorst ontstond door de samenvoeging van de boerenhoeven Schavenau, Schardepot, De Neude, Groot Ehrental en Klein Ehrental. De naam Ehrental werd begin 14e eeuw geschreven als "Errentel", naar de horige Aelt van Errentel die de boerderij bewoonde.
Slichtenhorst heeft naast landhuis De Neude 17 rijks-gemeentelijke monumenten, waaronder de hoeven Bramengoed, Nordengoed, Westphalingsgoed, Bloemengoed, Bouwman, Ehrental, Klein Ehrental, Schavenouw en Groot Ehrental. Zie ook de lijst van rijksmonumenten in Slichtenhorst.
Een aantal hoeven van Slichtenhorst werd samengevoegd tot het landgoed Slichtenhorst. In 1917 werd het landgoed met bijbehorende pachtbedrijven, landerijen en bossen als geldbelegging aangekocht door de familie Van Leeuwen Boomkamp. Zij vervingen de versterkte boerderij De Neude door een landhuis. Dit landhuis werd na de Tweede Wereldoorlog verkocht, maar het grootste deel van het landgoed bleef nadien bijeen. In 1916 kwam het landgoed in bezit van de familie van Leeuwen Boomkamp. Het grootste deel van het toenmalige landgoed is nog steeds intact en in familiebezit. Er heeft op dit landgoed geen ruilverkaveling plaatsgevonden zodat het landschap nog veel oude kenmerken heeft. Het landgoed Slichtenhorst won in 2016 de Gouden Mispel voor "de instandhouding tegen de tand des tijds in, soms meebewegend, altijd wegen zoekend voor het behoud van Landgoed Lichtenhorst in veranderende tijden".

## Bekende bewoners
- Brant van Slichtenhorst (1587/ 1588 - 1666) – stichter van de nederzetting Beverwijck bij Fort Oranje, waaruit de hoofdstad van de staat New York ontstond: Albany.
- Arend van Slichtenhorst (1616-1657)  - Gelders jurist, historicus en dichter, zoon van bovenstaande